# مسعود أونال
مسعود أونال (بالتركية: Mesut Ünal)‏ هو لاعب كرة قدم ومدرب كرة قدم تركي في مركز الدفاع، ولد في 3 أبريل 1973 في إسطنبول في تركيا. لعب مع صقارية سبور ‏.

## وصلات خارجية
- مسعود أونال على موقع اتحاد تركيا (لاعب) (الإنجليزية)
- مسعود أونال على موقع قاعدة بيانات كرة القدم.إي يو (الإنجليزية)